# Đồng hồ lộ máy

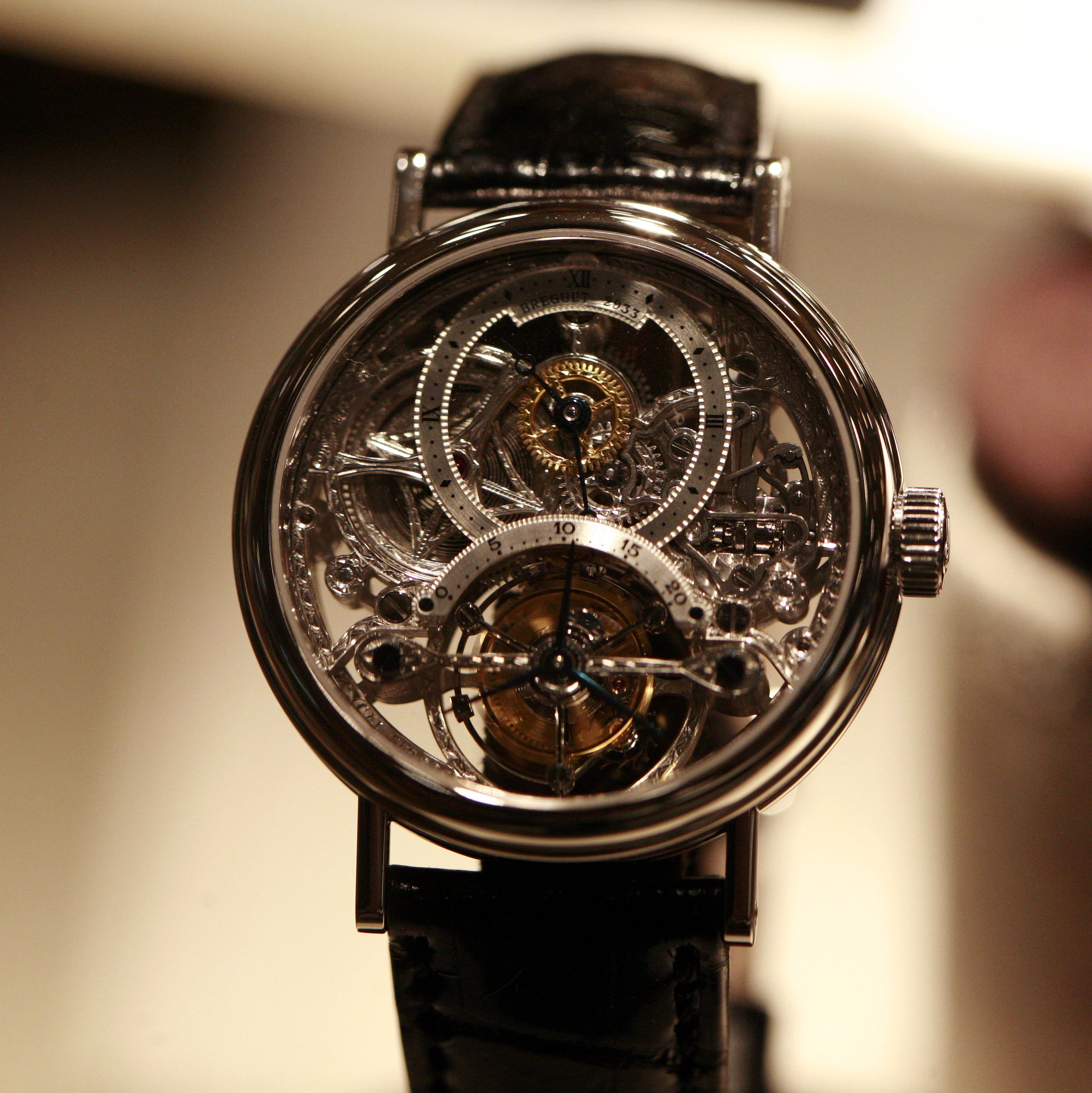
Một mặt đồng hồ cơ lộ máy

Đồng hồ lộ máy (tiếng Anh: skeleton watch) là tên gọi các loại đồng hồ mà các bộ phận chuyển động có thể được nhìn thấy qua mặt đồng hồ, qua nắp lưng, qua một cửa sổ nhỏ trên mặt; đôi khi là qua phần vỏ nhựa trong suốt. Đồng hồ lộ máy đa số là đồng hồ cơ (automatic); nhưng đôi khi cũng có một số loại đồng hồ thạch anh (quartz) cũng được làm lộ máy. Đa số các hãng đồng hồ trên thế giới đều có sản xuất đồng hồ lộ máy.